# That Model from Paris
That Model from Paris è un film del 1926, diretto da Louis J. Gasnier, basato sul racconto The Right to Live di Gouverneur Morris IV.

## Trama
Quella sera il signor Katz, della Katz & Katz, negozio newyorkese di abbigliamento femminile, offre a tutti i clienti presenti, e a tutti i dipendenti, biglietti gratis per il debutto teatrale di sua nipote. La cassiera Jane Miller, dall'aspetto dimesso, viene convinta dalla collega Mamie La Rue a "prendere in prestito" dal negozio un bell'abito col quale recarsi a teatro insieme a lei e al fidanzato Morgan Grant. Ma fra le poltrone di platea siede anche il signor Katz. Egli nota la dipendente col vestito sottratto, e la licenzia.
Dopo la serata Mamie e Jane si recano nel lussuoso appartamento di Morgan. Egli, incurante della fidanzata, comincia a corteggiare Jane, che dimostra di non gradire (così come Mamie, evidentemente, non gradisce). Poi Morgan scrive una lettera all'amico Martel Richmond, direttore di una importante filiale americana della casa di moda La Salle Frères, raccomandandogli di assumere Jane come modella, e la fa leggere alla ragazza. Prima di chiudere la lettera nella busta, aggiunge in un post-scriptum che penserà lui stesso a pagarle lo stipendio.
Martel ha in programma un'importante sfilata, ma la nota modella francese "mademoiselle Lucille" comunica che, contrariamente agli accordi, non potrà prendervi parte. Martel fa passare Jane per Lucille, raccomandandole di non rivelare a nessuno la sua vera identità e di fingere di non sapere l'inglese: se qualcuno le avesse mai chiesto qualcosa, le dice di rispondere sempre con un "No!". La sfilata è un successo.
L'insistente e strafottente Morgan, convinto che Jane gli dovesse qualcosa – e si intuisce cosa – le mandava fiori e biglietti, accolti sempre con imbarazzo e ritrosia, se non con aperto disgusto. Situazione opposta alle gradite manifestazioni amorose di Bob, il figlio di Martel, che, da quando Jane (Lucille, per lui) aveva fatto ingresso nell'atelier, se ne era innamorato. Nasce un iniziale rapporto amoroso fra Bob e Jane, che, comunque – fedele alle regole di ingaggio – finge di non sapere l'inglese, ed è costretta a comunicare con lui – che nel frattempo sta studiando il libro "Come amoreggiare in francese" – consultando un dizionario.
In seguito ad una serie di circostanze Bob viene a sapere che quella che lui conosce come Lucille è in realtà un'altra persona: il padre gli mostra la lettera di raccomandazione di Morgan, il cui post-scriptum ("pagherò io il suo stipendio") gli fa pensare che Jane e Morgan siano amanti. Bob mostra la lettera a Jane (che per la prima volta la legge nella sua interezza): a nulla servono i tentativi di spiegazione della giovane, che gli dice di non aver mai saputo nulla di tale stipulazione fra Morgan e Martel, e di essere completamente estranea ad ogni rapporto con Morgan; Bob non le crede, e i due interrompono il rapporto, con grande rammarico di Jane (e, sottotraccia, anche di Bob).
Morgan tenta un'ulteriore volta di trarre da Jane – che si era recata da lui per convincerlo a dire a Bob la verità sulla lettera - la soddisfazione che è convinto gli si debba: in tale occasione egli insinua agli orecchi della ragazza che Bob non l'amerebbe veramente, altrimenti avrebbe creduto alle sue spiegazioni. L'incontro è interrotto dall'arrivo dell'arrabbiatissima Mamie.
Jane, date le circostanze, ha deciso di interrompere il rapporto di collaborazione con La Salle Frères. Mentre sta consultando gli annunci lavorativi sul giornale, Bob gli si presenta, introdotto dalla padrona di casa (o madre). Jane, convinta del fatto che Bob non avrebbe avuto fiducia in lei – così come aveva insinuato Morgan – lo mette alla porta. La sensibile signora, però, lo intruduce di nuovo nella stanzetta di Jane, che è accasciata a piangere. Fra i due si verifica, alla fine, il chiarimento e la riconciliazione. Bob, davanti a lei, scrive su un pezzo di carta: "Je vous adore".

## Produzione
La pellicola, per l'uscita statunitense, consisteva di 7 rulli per una lunghezza totale di 1889 metri.
La Library and Archives Canada di Ottawa custodisce due copie della pellicola, tra cui un master in nitrato.

## Distribuzione
Distribuito dalla Tiffany Productions, il film è uscito nelle sale cinematografiche statunitensi il 15 ottobre 1926.
That Model from Paris è stato edito in DVD nel 2016 dalla Silent Hall of Fame Enterprises. Il film è visionabile sulla piattaforma YouTube.

## Accoglienza
Il Film Daily del17 ottobre 1926 riporta: "Storia piacevole, ben raccontata. Una favola spensierata che offre diversi lati attraenti adatti ad intrattenere un pubblico generale. Marceline Day svolge un buon lavoro nei panni della modella. Bert Lytell, come sempre, soddisfacente come protagonista maschile. (…) Classici ingredienti che rendono bene al botteghino, ben miscelati da Bert Lytell e Marceline Day. La sfilata di moda non mancherà di attrarre il pubblico femminile."
Su Variety del 27 ottobre 1926 si può leggere: "Commedia sentimentale decisamente interessante, con una casa di moda e i suoi lavoranti, e la deliziosa Marceline Day nei panni di indossatrice. (…) La storia è mantenuta in una vena comica leggera in assenza di momenti drammatici. (…) Questo trattamento della trama offre l'opportunità alla signorina Day di interpretare con molta naturalezza un'importante scena piena di emozione. In tal modo il film basa i propri motivi d'interesse essenzialmente in una avvincente storia d'amore sostenuta dall'eccellente interpretazione della protagonista. (…) La scenografia e la qualità artistica dell'intero lavoro sono mantenuti sugli alti standard che la casa di produzione ha rivelato nel corso dell'ultimo anno."